# Bushi

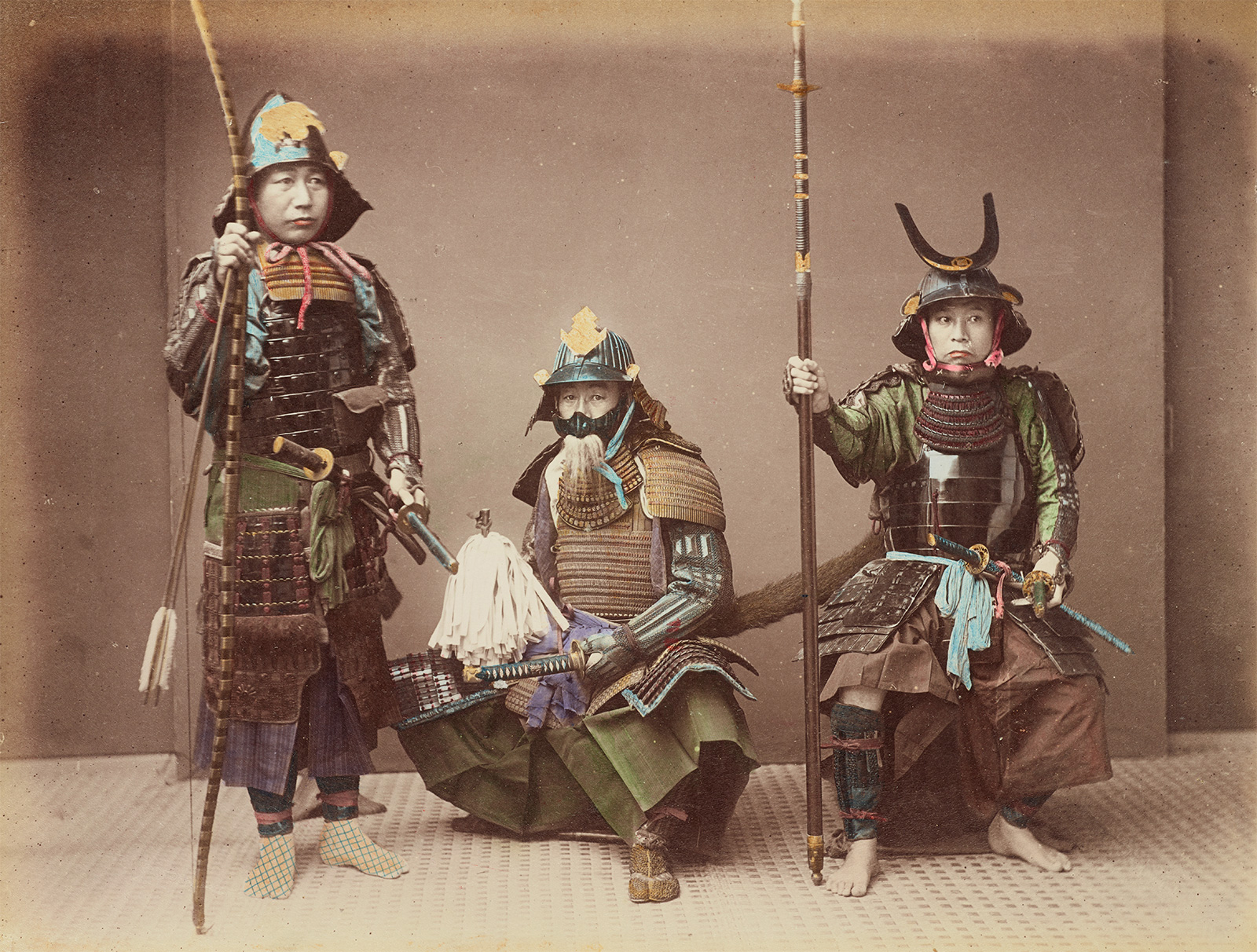
Samurais armados (1880 -1890)

Bushi (武士 - guerreiro) é uma outra forma de nomear o samurai (侍 - aquele que serve). São os guerreiros do Japão pré - Restauração Meiji.
Da palavra Bushi deriva Bushido (武士道 - caminho do guerreiro), que é o código de honra dos samurais.
Era deles a exclusividade da prática do Bujutsu (武術 - técnica marcial), as artes marciais tradicionais (kenjutsu, iaijutsu, sojutsu, etc.).